# Štadión FC Tatran Devín
Štadión FC Tatran Devín – nieistniejący już stadion piłkarski w Bratysławie (w dzielnicy Devín), stolicy Słowacji. Swoje spotkania rozgrywali na nim piłkarze klubu FC Tatran Devín.
Stadion klubu FC Tatran Devín powstał na początku lat 70. XX wieku. Obiekt wybudowano w czynie społecznym (tzw. „Akcja Z”). W 1995 roku piłkarze Tatrana Devín awansowali do 2. ligi. W pierwszym sezonie w drugiej lidze (1995/1996) zespół zajął 8. miejsce w tabeli, w sezonie 1996/1997 klub był na miejscu 3., zaraz za lokatami premiowanymi awansem do elity. Po tym sezonie doszło jednak do fuzji z ŠKP Bratislava. Połączony zespół rozgrywał swoje spotkania na stadionie ŠKP Dúbravka, a obiekt w Devínie pozostał nieużywany i z czasem uległ likwidacji. Dziś w jego miejscu znajduje się jedynie łąka.
12 marca 1996 roku na stadionie odbył się mecz towarzyski reprezentacji do lat 21 Słowacji i Szwajcarii (1:1).